# Lamelligomphus castor
Lamelligomphus castor is een echte libel (Anisoptera) uit de familie van de rombouten (Gomphidae).
De soort staat op de Rode Lijst van de IUCN als onzeker, beoordelingsjaar 2007.
De wetenschappelijke naam van de soort werd in 1941 als Onychogomphus castor gepubliceerd door Maurits Anne Lieftinck.